# Brusimpiano
Brusimpiano là một đô thị bên hồ Lugano ở tỉnh Varese trong vùng Lombardia, có cự ly khoảng 60 km về phía tây bắc của Milan và khoảng 15 km về phía bắc của Varese, tại biên giới với Thụy Sĩ. Tại thời điểm ngày 31 tháng 12 năm 2004, đô thị này có dân số 1.121 người và diện tích là 5,9 km².
Brusimpiano giáp các đô thị: Barbengo (Thụy Sĩ), Caslano (Thụy Sĩ), Cuasso al Monte, Lavena Ponte Tresa, Marzio, Morcote (Thụy Sĩ), Porto Ceresio.

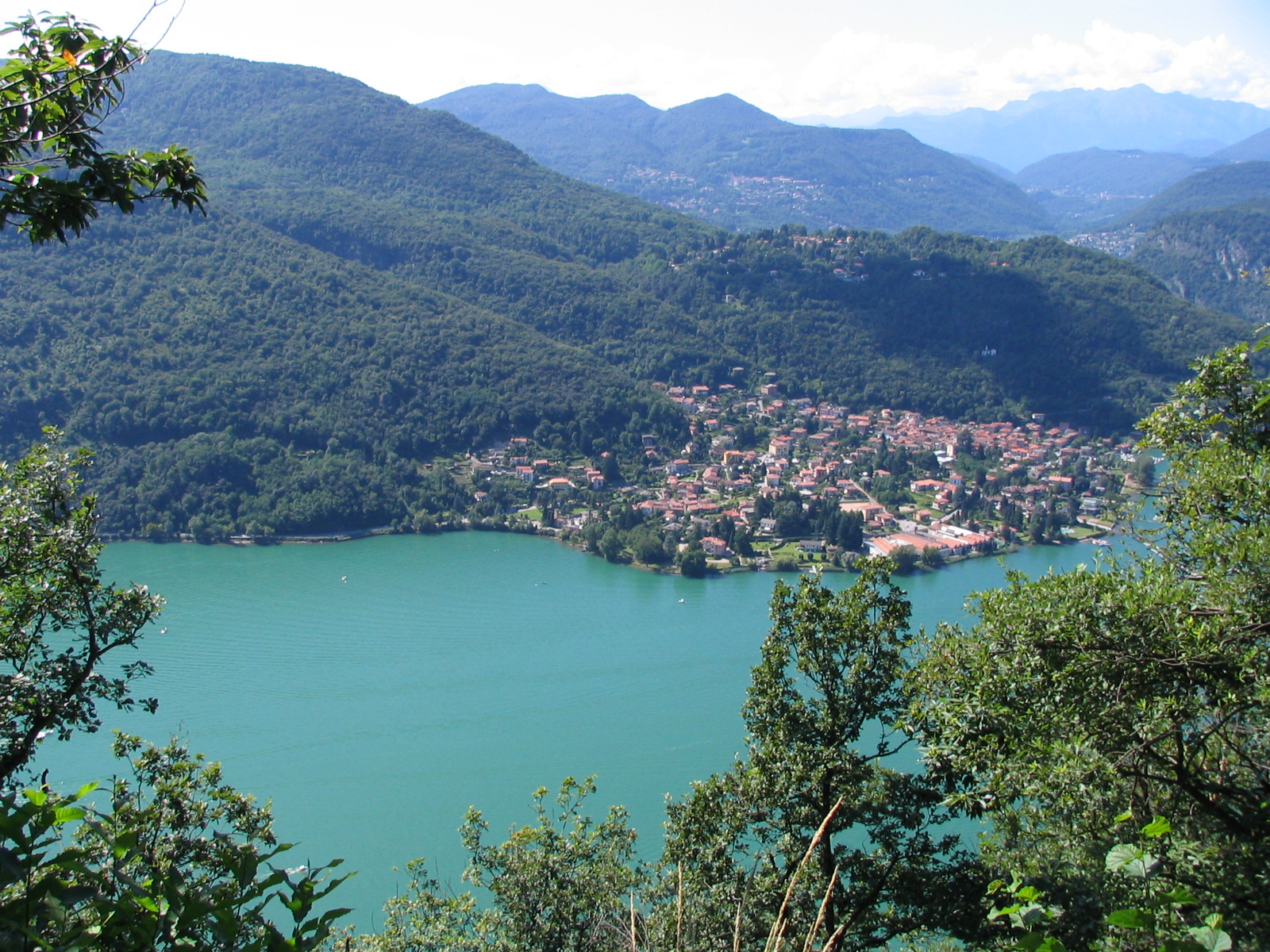
Brusimpiano nhìn từ phía đông